# Бахауддин Накшбанд
Баха́уддин Муха́ммад ибн Бурха́нуддин Мухаммад аль-Бухари́  (перс. بهاءالدین نقش‌بند‎; или Баха́уддини Балогардон, март 1318, Касри-Хиндуван (ныне Каганский район) близ Бухары, Узбекистан — март 1389, там же) — персидский религиозный деятель, известен также как суфийский учитель, считается основателем значительного суфийского ордена Накшбанди (фактически он является седьмым шейхом ордена). Известен как Баха́уддин На́кшбанд, Ходжаи Бузург и Шахи Накшбанд.

## Биография

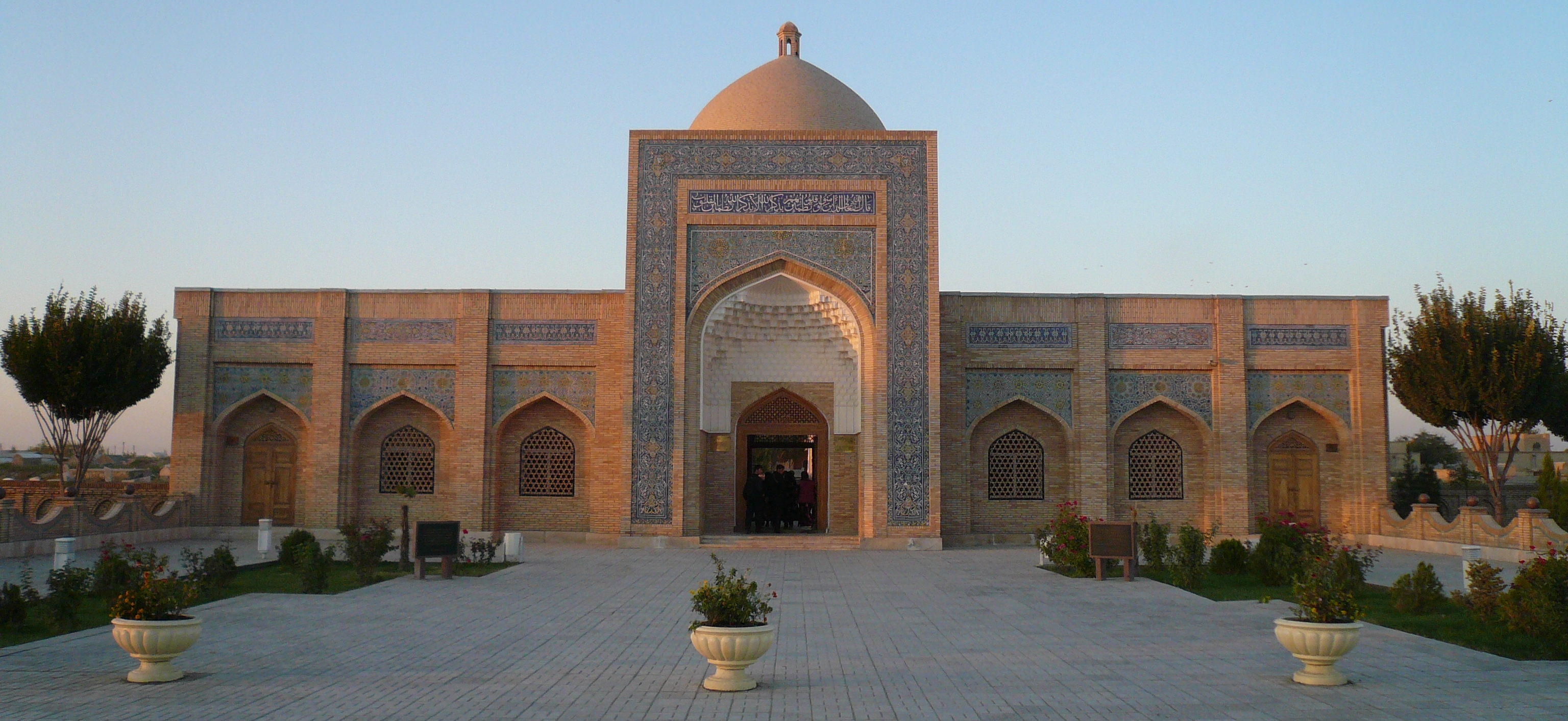
Мавзолей Б. Накшбанда около Бухары

Баха-ад-Дин родился в семье ремесленника в деревне Касри-и-Хиндуван, который находился в одном фарсахе от Бухары. Практически всю свою жизнь он провёл в Бухаре или недалеко от неё.
Прозвище Накшбанд с таджикского означает «наносящий узор». Интерес к суфизму получил от деда. Первым его учителем был шейх Мухаммад Баба Самаси, умерший в 1340. Он направил его к шейху Амиру Кулалю, который посвятил его в общество дервишей ходжаган. Духовную инициацию (руханийа) Бахауддин получил от Абдул-Халика Гидждувани, которого он увидел во сне и который собственно направил его к Кулалу.
Бахауддин Накшбанд скончался в марте 1389 года и был похоронен в родном селе Касри-Арифон.
После смерти Накшбанд был признан святым, а также покровителем Бухары, в окрестностях которой провёл всю свою жизнь. Над его могилой в 1544 году построили мавзолей, ставший местом паломничества среднеазиатских мусульман.
Письменных трудов не оставил.
Его биография практически неизвестна, потому что он запретил ученикам записывать его деяния, и большинство сочинений появилось после его смерти. Трактат Анис ат-Таибин, который написал Салахаддин Мухаммад Бухари (ум. 1383), посвящён больше вопросам духовности и морали.

## Религиозная деятельность
На протяжении 7 месяцев Бахауддин Накшбанд учился практике «тихого зикра» у Арифа Диггарани. Затем 2—3 месяца провёл в Нахшабе в сообществе шейха Касима из суфийского ордена Ясавия. После этого провёл 12 лет у ясавийского шейха Халила ата. Вскоре он возвращается в родное село, где создаёт свою собственную суфийскую школу.
Он лишь трижды покидал родную Бухару: два раза, чтобы совершить хадж, и в третий раз, чтобы посетить Герат.
Бахауддин был сторонником простоты и непритязательности вплоть до аскетизма, и отвергал обряды и показную набожность. Он сформулировал 11 правил медитации (мушахида). Накшбанд распространил «тихий зикр» с определённой методикой дыхания. При этом он отрицательно относился к показным сорокадневным постам, бродяжничеству, публичным радениям (сама) с музыкой и танцами и громкому зикру, считал бесполезным принцип силсила ал-барака, когда благодать (баракат) передаётся шейхам персонально по линии передачи от основателя. По его представлению, баракат даруется непосредственно Богом, но не от шейха или патрона.
Его принципами были: духовная чистота, отказ от роскоши и стяжательства, непритязательность, отказ от контактов с властями, затворничество в обители и узком кругу. При этом суфий должен строго следовать Сунне и выполнять все предписания шариата.
Его 11 правил включают 8 от Гидждувани и 3 дополнительных, на которых основан теперь орден Накшбандийа:
1. Вукуфи замани — пауза для самоконтроля. Постоянный самоконтроль за своим временем: если праведно, должен благодарить Аллаха, а если неправедно, должен просить прощения.
2. Вукуфи адади — пауза для счёта. Повторять индивидуальный зикр отправлялся в строгом соответствии с установленным числом повторов и установленным ритуалом.
3. Вукуфи калби — пауза для сердца. Мысленное представление сердца с именем Аллаха, чтобы ощущать, что в сердце нет ничего, кроме Аллаха.

Общество Накшбандийа изначально опиралось на городское население, но впоследствии распространилось и среди кочевников, деятельность общества привела к распространению ислама по всей Средней Азии. Постепенно общество распространило свою деятельность на османскую Турцию, Индию, а потом и мусульманское Поволжье.
Эмблемой общества является сердце с вписанным в него словом «Аллах».